# Cantone di Jarnages
Il Cantone di Jarnages era una divisione amministrativa dell'arrondissement di Guéret.
A seguito della riforma approvata con decreto del 17 febbraio 2014, che ha avuto attuazione dopo le elezioni dipartimentali del 2015, è stato soppresso.

## Composizione
Comprende i comuni di:
- Blaudeix
- La Celle-sous-Gouzon
- Domeyrot
- Gouzon
- Jarnages
- Parsac
- Pierrefitte
- Rimondeix
- Saint-Silvain-sous-Toulx
- Trois-Fonds